# 撫卹
撫卹，也作撫恤，是公司、機構對於因公受傷或殘廢、或因公殉職以及病故人員的家屬，進行安慰並給予物質幫助。《三國演義·第九十六回》：「將謖家小加意撫卹，按月給與祿米。」發放的金錢又稱撫卹金。